# 黑森卡塞尔
黑森卡塞尔全称为黑森卡塞尔体育俱乐部（德語：Kasseler Sport-Verein Hessen Kassel e. V.），是一家位于德国黑森州卡塞尔的足球俱乐部。成立于1998年2月3日，主色调为红色及白色，现时在德国足球地区联赛西南赛区作赛。其主场设于绰号为“狮子”的河滩体育场，可容纳18,737名观众。
如今的黑森卡塞尔是旧黑森卡塞尔体育俱乐部（KSV Hessen Kassel）和黑森卡塞尔足球俱乐部（FC Hessen Kassel）的后继者。黑森卡塞尔体育俱乐部曾在1980年至1990年间8次在德国足球乙级联赛作赛，并多次无缘升入德甲。在其于1993年破产后又成立了黑森卡塞尔足球俱乐部，但再度于1997年末破产。